# Měník (Bílá Lhota)
Měník – wieś, część gminy Bílá Lhota, położona w kraju ołomunieckim, w powiecie Ołomuniec, w Czechach.